# Všetaty (district de Mělník)
Pour les articles homonymes, voir Všetaty.
Všetaty (en allemand : Wschetat) est un bourg (městys) du district de Mělník, dans la région de Bohême-Centrale, en République tchèque. Sa population s'élevait à 2 478 habitants en 2024.

## Géographie
Všetaty se trouve à 6 km au nord-est de Neratovice, à 11,5 km au sud-est de Mělník et à 25 km au nord de Prague.
La commune est limitée par Malý Újezd au nord, par Čečelice à l'est, par Dřísy au sud-est, par Nedomice et Ovčáry au sud et par Tišice, Tuhaň et Kly à l'ouest.

## Histoire
La première mention écrite de la localité date de 1223. La commune a le statut de městys depuis le 10 octobre 2006.

## Administration
La commune se compose de deux sections :
- Všetaty
- Přívory

## Transports
Par la route, Všetaty se trouve à 13,3 km de Neratovice, à 13,5 km de Mělník et à 31,5 km du centre de Prague.
Všetaty possède une gare ferroviaire sur la ligne Praha-Vršovice - Mladá Boleslav.